# Guissona
Guissona település Spanyolországban, Lleida tartományban. Guissona Torrefeta i Florejacs, Massoteres, Sant Guim de la Plana és Els Plans de Sió községekkel határos. Lakosainak száma 7635 fő (2024).

## Népesség
A település népessége az utóbbi években az alábbiak szerint változott:
| Lakosok száma | 595  | 2046 | 1867 | 1953 | 2666 | 4439 | 6145 | 6827 | 7136 | 7635 |
|               | 1717 | 1887 | 1936 | 1960 | 1986 | 2004 | 2009 | 2014 | 2019 | 2024 |